# Kaech’ŏn
Kaech’ŏn (kor. 개천) – miasto w Korei Północnej, w prowincji P’yŏngan Południowy. W 2008 roku populacja miasta wynosiła 319,5 tys. mieszkańców, zaś powierzchnia 738 km².
Jedną z atrakcji turystycznych miejscowości jest Pieczara Songam.
W okolicach miasta Kaech’ŏn zlokalizowano obóz pracy nr 14.